# Скоруппи
Скоруппи, Скорупи — козацько-старшинський, згодом — дворянський рід білоруського посполитського походження, засновником якого був Дем'ян Григорович С. (Малярєв), лавник (1701—03), райця (1707—09) і бурмистер (1711—14) стародубського магістрату. Його син — Григорій Дем'янович (бл. 1692—1753), стародубський полковий писар (1715—27), учасник Полтавської битви 1709, Прутського походу 1711 та Коломацького походу 1723, а онук — Павло Григорович (бл. 1720—1779), полковий вакансовий суддя (1741—56) і стародубський полковий обозний (1757—72). Інші представники роду обіймали уряди бунчукових товаришів і військових товаришів.
Рід внесений до 2-ї частини Родовідної книги Чернігівської губернії.